# Randoseru
Randoseru (ランドセル) é uma espécie de mochila rígida feita de couro ou de couro sintético, comumente usada no Japão por crianças do Ensino Fundamental. Tradicionalmente são dadas às crianças no primeiro ano de escola e sendo por elas utilizada até o sexto ano. O termo origina-se de um empréstimo do holandês "ransel", que significa "mochila", um indicativo de sua origem há mais de 200 anos nos Países Baixos.

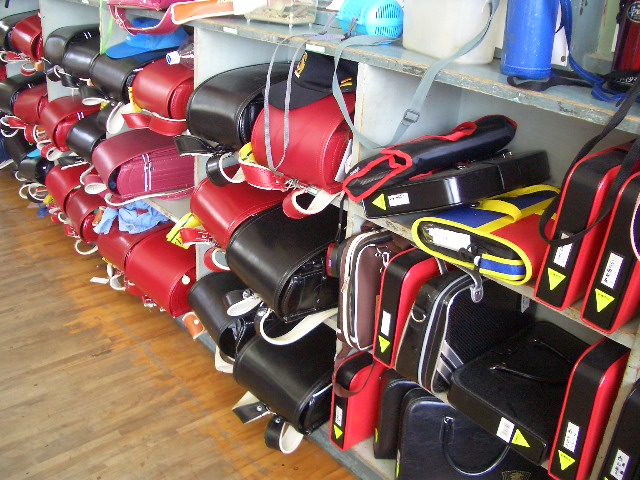
Randoseru na estante de uma escola.

Em escolas mais conservadoras, a cor a marca e o design são obrigatórios: tipicamente, vermelho para meninas e preto para meninos. Entretanto, dadas as mudanças nos costumes, versões mais coloridas - rosa, marrom, azul-marinho, verde, azul e mesmo bicolores - tornaram-se mais difundidas. Estas variedades já estavam disponíveis desde a década de 1960 mas vendiam pouco em função da mentalidade avessa às novidades por parte dos gestores do sistema educacional, algo que começou a mudar a partir da década de 2000. As randoseru também se distinguem por usarem apenas cores sólidas, sem estampas ou desenhos quaisquer.
A maior variedade de cores é parcialmente um compromisso dos pais em manter a tradição dentro de escolas mais modernas, que não mais exigem o uso de uniformes tradicionais ou das randoseru.

## História
O uso das randoseru começou no Período Edo. Junto com uma onda de reformas ocidentalizantes nas Forças Armadas do Japão, a mochila de origem holandesa denominada "ransel" (em japonês: ランドセル randoseru) foi introduzida como uma nova maneira de os soldados a pé carregarem seus pertences. O formato em muito se assemelhava às mochilas atuais. Em 1885, o governo japonês, através da escola Gakushūin, propôs o uso de uma mochila como ideal para os estudantes da escolas de nível fundamental japonesas. Na Gakushūin, a prática de vir à escola em carruagens e riquixás foi abolida, promovendo a ideia de que os estudantes devessem carregar seu próprio material e vir à escola por eles próprios. Nessa época, as mochilas ainda não eram rígidas. Entretanto, isto mudou em 1887: o príncipe-herdeiro de então recebeu uma mochila ao entrar na escola elementar (Gakushūin). De forma a homenagear os soldados da nação, o formato da mochila assemelhava-se ao utilizado pelos militares; em outras palavras, uma "randoseru". Isto tornou-se moda e o formato foi mantido de forma a tornar-se as randoseru utilizadas ainda hoje. Entretanto, naquela época a maioria dos japoneses não podia dar-se ao luxo dar mochilas tão caras aos filhos. Até o advento do milagre japonês no período do pós-II Guerra Mundial as mochilas mais usadas eram bem mais simples: em geral, ou eram não rígidas ou eram furoshiki, que consistiam em pedaços de pano dobrados.

## Produção
A maior parte das randoseru produzidas é feita à mão e sua produção ocorre no Japão. Uma randoseru é construída a partir de um pedaço único com cerca de 2000 acessórios, numa combinação de materiais cortados com placas de poliuretano. A fabricação envolve cravamentos, costura à máquina, colagem, perfuração das alças dos ombros e cravação de rebites. Os materiais e o processo de fabricação são feitos de modo a garantir que a mochila dure por toda a educação elementar da criança - seis anos. Não obstante, o cuidado normalmente destinado à randoseru ao longo desse tempo pode estender sua vida útil numa condição quase imaculada e preservá-la por muito tempo após a chegada da pessoa à idade adulta, uma evidência de sua utilidade e do sentimento de apego de muitos japoneses com relação às randoseru, como símbolo das poucas preocupações dos anos de infância.
Uma randoseru típica possui por volta de 30 cm de altura por 23 cm de largura por 18 cm de profundidade, com couros mais macios ou outros materiais nas superfícies que tocam o corpo. Quando vazias, pesam por volta de 1,2 kg. Entretanto, a demanda por um modelo mais leve e robusto fez com que parte das randoseru passassem a ser fabricadas com couro sintético e em resposta à necessidade curricular criada a partir de 2011, há uma demanda crescente para mochilas grandes o bastante para carregar folhas de papel A4 sem dobrar, o que divide os fabricantes sobre a possibilidade de apoio ou não a esse tamanho maior.

## Custo e Segurança
A durabilidade e o significado das randoseru refletem-se em seu custo. Uma randoseru nova, feita de couro legítimo, pode custar a partir de 30 000 ienes ou até quadruplicando esse valor caso seja usado couro de cavalo. O uso de couro sintético reduz consideravelmente o custo. Frequentemente, as randoseru estão disponíveis à venda em condições variáveis por preços menores, particularmente após o início do ano escolar japonês em abril.
De forma a aumentar a segurança para as crianças que vão e voltam das escolas muitas comunidades, em conjunto com o Instituto de Segurança Viária (交通安全協会) começaram a distribuir capas plásticas amarelas para serem colocadas na parte traseira das mochilas para aumentar a visibilidade.

## Moda
Desde 2001, as randoseru tornaram-se parte da moda para garotas já crescidas, especialmente as que apreciam itens kawaii. Em 2014, a atriz norte-americana Zooey Deschanel postou fotos usando uma randoseru nas mídias sociais.